# Mircea David
Mircea David (Szinaja, 1914. október 16. – Jászvásár, 1993. október 12.) román válogatott labdarúgó, kapus, edző.

## Pályafutása

### Klubcsapatban
1929-ben a Nagyváradi AC (CA Oradea) csapatában kezdte a labdarúgást, ahol 1933-ban mutatkozott be az első csapatban. 1938 és 1947 között a Venus București labdarúgója volt, ahol két bajnoki címet szerzett a csapattal (1938–39, 1939–40). Az 1947–48-as szezonban az August 23. Lugoj csapatának a tagja volt. 1948-ban visszatért Nagyváradra, az akkor IC Oradea néven szereplő csapatba. Az 1948–49-es idényben bajnok lett az együttessel. Az aktív labdarúgást 1951-ben fejezte be.

### A válogatottban
1936 és 1943 között 12 alkalommal szerepelt a román válogatottban. Tagja volt a franciaországi világbajnokságon részt vevő csapatnak, de pályára nem lépett a tornán.

### Edzőként
1952 és 1960 között a Politehnica Iași vezetőedzője volt.

## Sikerei, díjai
Venus București
- Román bajnokság
  - bajnok: 1938–39, 1939–40

 IC Oradea
- Román bajnokság
  - bajnok: 1948–49

## Statisztika

### Mérkőzései a román válogatottban
| Románia | Románia              | Románia                   | Románia       | Románia  | Románia       | Románia           | Románia | Románia |
| #       | Dátum                | Helyszín                  | Hazai         | Eredmény | Vendég        | Kiírás            | Gólok   | Esemény |
| ------- | -------------------- | ------------------------- | ------------- | -------- | ------------- | ----------------- | ------- | ------- |
| 1.      | 1936. október 4.     | Bukarest                  | Románia       | 1 – 2    | Magyarország  | barátságos        | -       |         |
| 2.      | 1937. április 18.    | Bukarest                  | Románia       | 1 – 1    | Csehszlovákia | Eduard Benes kupa | -       |         |
| 3.      | 1937. június 10.     | Bukarest                  | Románia       | 2 – 1    | Belgium       | barátságos        | -       |         |
| 4.      | 1937. június 27.     | Bukarest                  | Románia       | 2 – 2    | Svédország    | barátságos        | -       |         |
| 5.      | 1938. szeptember 6.  | Belgrád                   | Jugoszlávia   | 1 – 1    | Románia       | Eduard Benes kupa | -       |         |
| 6.      | 1938. szeptember 25. | Bukarest                  | Románia       | 1 – 4    | Németország   | barátságos        | -       |         |
| 7.      | 1938. december 4.    | Prága                     | Csehszlovákia | 6 – 2    | Románia       | Eduard Benes kupa | -       |         |
| 8.      | 1940. április 14.    | Róma                      | Olaszország   | 2 – 1    | Románia       | barátságos        | -       |         |
| 9.      | 1940. május 19.      | Budapest, Üllői úti pálya | Magyarország  | 2 – 0    | Románia       | barátságos        | -       |         |
| 10.     | 1940. július 14.     | Frankfurt                 | Németország   | 9 – 3    | Románia       | barátságos        | -       |         |
| 11.     | 1940. szeptember 22. | Belgrád                   | Jugoszlávia   | 1 – 2    | Románia       | Duna-kupa         | -       |         |
| 12.     | 1943. június 13.     | Bukarest                  | Románia       | 2 – 2    | Szlovákia     | barátságos        | -       |         |
|         | Összesen             |                           |               | 12       | mérkőzés      |                   | 0       | gól     |